# 8월 1일
8월 1일은 그레고리력으로 213번째(윤년일 경우 214번째) 날에 해당한다.

## 사건
- 1714년 - 조지 1세, 영국 국왕으로 즉위.
- 1798년 - 나일 해전에서 허레이쇼 넬슨의 영국 해군이 프랑스 해군을 격파하다.
- 1834년 - 영국, 노예 해방 선언 발표
- 1907년 - 일본, 대한제국 군대 강제해산.
- 1914년 - 제1차 세계 대전, 독일, 러시아에 선전포고.
- 1919년
  - 일제강점기 조선의 경성 원효정 1정목에서 한국 최초의 고무제품 제조공장인 대륙고무주식회사가 설립되었다. 대륙고무주식회사에서 한국 최초로 검정고무신, 고무공이 생산되었다.
  - 루마니아 군대가 부다페스트로 진격하면서 헝가리 소비에트 공화국이 소멸
- 1927년 - 중국, 난창 봉기.
- 1943년 - 일본, 조선인에 대한 징병제 실시
- 1944년 - 폴란드, 제2차세계대전중 바르샤바봉기 개시
- 1955년 - 제1차 중국-미국 회담개시 (제네바)
- 1961년 - 대한민국, 중소기업은행 발족
- 1980년 - 대한민국, 국가보위비상대책위원회(약칭 "국보위"). 신원기록 일제정리와 연좌제 폐지[1] 결정 발표.
- 1981년 - 대한민국, 해외여행 자유화 및 새여권법 발효.
- 1985년 - 대한민국, 창작과 표현의 자유에 관한 문학인 401명의 시국선언 발표.
- 2000년 - 대한민국, 대한민국 의약 분업 이 전국적으로 본격 시행.
- 2002년 - 동남아시아 국가연합(아세안)국가들 미국과 반테러협정 체결.
- 2014년 - 중화민국 가오슝시 첸전구에서 가스 누출 연쇄 폭발 사고가 나 15명이 사망하고 200여명이 부상당하였다.
- 2024년 - 인천 청라동 아파트 지하주차장 전기차 화재가 발생했다.

## 문화
- 1909년 - 대한제국, 한국은행(한국은행의 전신) 발족.
- 1910년 - 미국에서 세계 최초로 자동차 운전면허제도가 시행되었다.
- 1936년 - 제11회 베를린 올림픽 개막.
- 1946년 - 군정기 한국, 제주도, 도(道)로 승격.
- 1954년 - 대한민국, 이창 개봉.
- 1957년 - 서독에서 탈리도마이드 약을 판매하기 시작.
- 1961년 - 대한민국, 중소기업은행 발족.
- 1976년
  - 제21회 몬트리올 올림픽서 레슬링 선수 양정모, 대한민국 첫 올림픽 금메달 획득.
  - 대한민국, 김해국제공항 개항.
- 1983년 - 대한민국, 청주문화방송(현. MBC충북)에서 FM4U가 개국했다. (FM 99.7 MHz)
- 2000년 - 대한민국, 서울 지하철 7호선 신풍 ~ 건대입구 구간이 개통되었다.
- 2002년 - 대한민국 국가 인권 위원회, 살색 표현의 평등권 침해에 기술표준원에 명칭 변경 권고.
- 2009년 - 광화문 광장이 개장하였다.
- 2010년 - 대한민국의 한국직업방송, 소비자TV 개국.
- 2013년 - 대한민국 아시아나항공이 인천국제공항내 최대규모인 제2격납고를 개장하였다.
- 2014년
  - 대한민국 경기도 고양시 인구 100만 돌파.
  - 대한민국의 걸그룹 레드벨벳 데뷔
  - 대한민국 KBS의 부부클리닉 사랑과 전쟁이 15년 만에 종영되었다.
- 2015년 - 대한민국의 우편번호가 6자리에서 5자리로 변경되었다.
- 2021년 - 대한민국 강릉선 KTX의 운행열차가 KTX-산천에서 KTX-이음으로 교체되었다.

## 탄생
- 기원전 10년 - 로마의 제국 제4대 황제 클라우디우스. (~기원후 54년)
- 992년 - 고려의 제8대 국왕 현종. (~1031년)
- 1738년 - 프랑스의 장군 자크 프랑수아 뒤고미에 (~1794년)
- 1744년 - 프랑스의 생물학자 장바티스트 라마르크. (~1829년)
- 1770년 - 미국의 탐험가 윌리엄 클라크. (~1838년)
- 1819년 - 미국의 소설가, 작가 허먼 멜빌. (~1891년)
- 1841년 - 조선·대한제국의 황족, 고종의 이복 형 이재선. (~1881년)
- 1917년 - 대한민국의 작사가, 가수 반야월. (~2012년)
- 1923년 - 대한민국의 기독교 페미니스트 겸 노동운동가 이우정. (~2002년)
- 1924년
  - 사우디아라비아의 제6대 국왕 압둘라 빈 압둘아지즈 알사우드. (~2015년)
  - 프랑스의 물리학자 조르주 샤르파크. (~2010년)
- 1926년 - 대한민국의 정치인, 제6·7·8·9·10·13·16대 국회의원 이병희. (~1997년)
- 1927년
  - 대한민국의 승려 숭산. (~2004년)
  - 일본의 정치인 미쓰즈카 히로시. (~2004년)
- 1933년
  - 대한민국의 시인 고은.
  - 이탈리아의 출신 윤리 정치 철학자 안토니오 네그리. (~2023년)
  - 일본의 야구 선수, 야구 감독 가네다 마사이치. (~2019년)
- 1934년 - 대한민국의 배우 남궁원. (~2024년)
- 1936년
  - 대한민국의 법조인 최광률. (~2024년)
  - 프랑스의 패션 디자이너 이브 생 로랑. (~2008년)
- 1937년 - 대한민국의 언론인 현소환. (~2018년)
- 1939년 - 대한민국의 정치인 김혁규.
- 1942년
  - 대한민국의 가수 겸 미술가 차중락. (~1968년)
  - 이탈리아의 배우 지안카를로 지아니니.
- 1948년
  - 미국의 언더그라운드 만화가 알린 코민스키크럼.
  - 대한민국의 가수 김국환.
  - 대한민국의 정치인 진석규.
- 1949년 - 중국의 금융인, 정치인 진리췬.
- 1952년 - 일본의 기업인 나가노 가즈오. (~1985년)
- 1953년
  - 대한민국의 기자 출신 방송기관단체인 유연채.
  - 미국의 블루스 음악가 로버트 크레이.
- 1954년 - 일본의 배우 겸 성우 모리타 준페이.
- 1955년
  - 대한민국의 전 배우 조은덕.
  - 대한민국의 경제학자, 제20대 국회의원 김종석.
- 1956년 - 대한민국의 골프 선수 구옥희. (~2013년)
- 1959년
  - 대한민국의 정치인 김영호.
  - 일본의 전 축구 선수 야마구치 사토시.
- 1960년
  - 대한민국의 영화 감독, 각본가 홍상수.
  - 대한민국의 정치인, 민선 6기 경상남도 창녕군의원 박재홍.
- 1961년
  - 대한민국의 성우 홍승섭.
  - 네덜란드의 전 축구 선수, 현 축구 감독 다니 블린트.
- 1962년 - 대한민국의 법조인, 정치인 김삼화.
- 1963년
  - 미국의 래퍼 쿨리오. (~2022년)
  - 멕시코의 배우 데미안 비치르.
- 1965년 - 영국의 영화 감독 샘 멘데스.
- 1968년 - 미국의 전 농구 선수 스테이시 오그먼.
- 1969년 - 대한민국의 가수 김명철.
- 1970년
  - 영국의 축구 선수 데이비드 제임스.
  - 대한민국의 음악감독 방준석. (~2022년)
- 1973년
  - 대한민국의 정치인 류여해.
  - 대한민국의 야구 코치, 전 야구 해설가, 전 야구 선수 손혁.
  - 대한민국의 전 야구 선수 오규택.
- 1975년 - 대한민국의 카피라이터, 정치인 김진아.
- 1976년
  - 대한민국의 배우 김남진.
  - 나이지리아의 축구 선수 느왕쿼 카누.
- 1977년 - 대한민국의 야구 선수 심광호.
- 1978년 - 대한민국의 가수 앤.
- 1979년
  - 미국의 배우 제이슨 모모아.
  - 대한민국의 야구 선수 김민수.
- 1980년
  - 대한민국의 배우 임재근.
  - 인도네시아의 배우, 가수 샤리니.
- 1982년 - 대한민국의 배우 김광민.
- 1984년
  - 대한민국의 아나운서 유지원.
  - 독일의 축구 선수 바스티안 슈바인슈타이거.
  - 대한민국의 축구 선수 유현.
- 1985년
  - 대한민국의 가수, 배우 쥬니.
  - 네덜란드의 격투기 선수 게가드 무사시.
  - 대한민국의 가수, 배우 김리나.
  - 대한민국의 필드하키 선수 김영란.
  - 푸에르토리코의 배구 선수 카리나 오카시오.
- 1987년
  - 스페인의 축구 선수 이아고 아스파스.
  - 슬로베니아의 바이애슬론 선수 야코우 파크.
  - 잉글랜드의 축구 선수 캐런 카니.
- 1988년
  - 미국의 역도 선수 세라 로블스.
  - 세르비아의 축구 선수 네마냐 마티치.
- 1989년
  - 대한민국의 배우 노지연.
  - 한국계 미국인 가수 티파니(소녀시대).
  - 대한민국의 가수 변흥수.
  - 미국의 프로야구 선수 매디슨 범가너.
  - 사우디아라비아의 축구 선수 살만 알파라지.
- 1990년
  - 대한민국의 배우 김희정.
  - 영국의 배우 잭 오코널.
- 1991년 - 대한민국의 전직 스타크래프트 프로게이머 정민수.
- 1992년 - 대한민국의 가수, 작곡가 Clovd.
- 1993년
  - 대한민국의 바둑 기사 이유진.
  - 중화민국의 탁구 선수 천쓰위.
- 1994년 - 일본의 가수 와다 아야카 (스마이레지 리더).
- 1995년
  - 대한민국의 축구 선수 김문환.
  - 대한민국의 근대5종 경기 선수 전웅태.
  - 대한민국의 리그 오브 레전드 프로게이머 체이서.
  - 일본의 야구 선수 후타키 고타.
  - 필리핀의 권투 선수 아이라 비예가스.
- 1996년
  - 대한민국의 가수, 배우 연우 (모모랜드).
  - 프랑스의 배우 루 루아레콜리네.
- 1997년 - 대한민국의 펜싱 선수 전은혜.
- 1998년
  - 이란의 태권도 선수 나히드 키아니.
  - 태국의 태권도 선수 테윈 한쁘랍.
- 2000년
  - 대한민국의 가수 김채원 (아이즈원).
  - 대한민국의 역도 선수 이선미.
  - 일본의 아이들 후쿠오카 세이나.
- 2001년 - 대한민국의 배우, 가수 박시은 (STAYC).
- 2004년 - 케냐의 육상 선수 이매뉴얼 와뇨니.
- 2005년 - 대한민국의 가수 휘연. (라잇썸)
- 2007년 - 대한민국의 가수 정하연.

## 사망
- 기원전 30년 - 로마제국의 장군, 정치인 마르쿠스 안토니우스. (기원전 83년~)
- 527년 - 로마제국의 황제 유스티누스 1세. (450년~)
- 1646년 - 조선 중기의 무신, 명장 임경업. (1594년~)
- 1907년 - 대한제국의 군인 박승환. (1869년~)
- 1967년 - 오스트리아의 생화학자 리하르트 쿤. (1900년~)
- 1969년 - 대한민국의 독립운동가 겸 정치인, 제3대 국무총리 장택상. (1893년~)
- 1977년 - U2 정찰기 격추 사건의 조종사 프랜시스 게리 파워스. (1929년~)
- 1994년 - 대한민국의 배우 석광렬. (1968년~)
- 2009년 - 필리핀의 제11대 대통령 코라손 아키노. (1933년~)
- 2016년 - 루마니아 왕국 미하이 1세의 왕비 루마니아의 안. (1923년~)
- 2018년 - 캐나다의 모델 릭 제네스트. (1985년~)
- 2019년
  - 미국의 프로레슬링 선수 할리 레이스. (1943년~)
  - 일본의 황족 오규 기요코. (1919년~)
- 2020년
  - 미국의 배우 레니 샌토니. (1939년~)
  - 미국의 배우 윌퍼드 브림리. (1934년~)
- 2021년 - 미국의 배우 알빈 잉. (1932년~)
- 2022년
  - 대한민국의 교육학자 권이종. (1940년~)
  - 대한민국의 정치인 윤명노. (1934년~)
  - 일본의 성우 오오타케 히로시. (1932년~)
- 2023년
  - 대한민국의 소설가 강기희. (1964년~)
  - 코트디부아르의 제2대 대통령 앙리 코낭 베디에. (1934년~)
  - 미국의 정치인 셰일라 올리버. (1959년~)
- 2024년
  - 대한민국의 교육자 윤오남. (1960년~)
  - 잉글랜드의 축구 선수 크레이그 셰익스피어. (1963년~)
  - 대한민국의 아나운서 조춘제. (1942년~)

## 기념일
- 독립기념일: 스위스
- 세계 스카우트 스카프의 날
- 인민해방군 창립일: 중화인민공화국
- 국군의 날: 레바논
- 아제르바이잔어와 알파벳의 날: 아제르바이잔

## 같이 보기
- 전날: 7월 31일 다음날: 8월 2일 - 전달: 7월 1일 다음달: 9월 1일
- 음력: 8월 1일
- 모두 보기